# Węgorzycowce
Węgorzycowce (Zoarcoidei) – podrząd ryb okoniokształtnych.